# Штоман, Фридрих Карл Адольф
Фридрих Карл Адольф Штоман (нем. Friedrich Stohmann; 25 апреля 1832, Бремен, — 1 ноября 1897, Лейпциг, Германская империя) — немецкий химик и технолог.

## Род деятельности
Химик и технолог; специально занимался сельскохозяйственной химией, в 1862 году основал сельскохозяйственную опытную станцию в Брауншвейге; с 1871 года заведовал сельскохозяйственно-физиологическим институтом Лейпцигского университета, и с 1887 года также сельскохозяйственно-химическим институтом. Вместе с Вильгельмом Геннебергом Штоман работал по вопросу о кормлении животных; занимался также калориметрическими исследованиями.